# 乌苏维尔
乌苏尔维尔（西班牙語：Usúrbil）是西班牙巴斯克自治区吉普斯夸省的一个市镇。总面积25平方公里，总人口5257人（2001年），人口密度210人/平方公里。